# Luis Romero Strooy
Luis Gerardo Romero Strooy es un ingeniero, consultor y empresario chileno, superintendente de Salud de Chile entre 2010 y 2012.
Boliviano de nacimiento, se formó como ingeniero civil Industrial en la Pontificia Universidad Católica de la capital chilena. Entre 1981 y 1982 cursó una Maestría en Administración de Empresas (MBA) en la Universidad de San Francisco, en los Estados Unidos.
En lo sucesivo participaría activamente en la industria de salud privada de Chile, destacándose su paso por la isapre Colmena Golden Cross, de la que llegó a ser su subgerente general.
En julio de 2010 asumió como superintendente, tras participar en un concurso público abierto por el estatal Sistema de Alta Dirección Pública. Reemplazó a Vito Sciaraffia, quien ocupaba el cargo en forma interina desde abril del mismo año.
Su nombramiento no estuvo exento de polémica, debido al vínculo que por espacio de un largo tiempo mantuvo con el sector asegurador de salud, el cual en lo sucesivo debería supervisar. Dejó el cargo a fines de 2012.
En 2013 volvió a Colmena Golden Cross, esta vez como gerente general.